# 알룩스네시

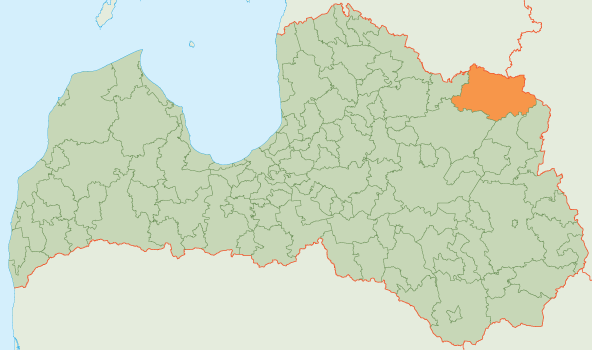
알룩스네 시의 위치

알룩스네시(라트비아어: Alūksnes novads)는 라트비아의 지방 자치체로 행정 중심지는 알룩스네이며 면적은 1,699.8km2, 인구는 19,558명(2009년 기준), 인구 밀도는 12명/km2이다. 1개 도시, 15개 교구를 관할한다.

## 같이 보기
- 라트비아의 행정 구역